# آکا-۱۰۱
آکا-۱۰۱ (انگلیسی: AK-101) تفنگ تهاجمی از انواع کلاشنیکف است. این تفنگ برای بازار جهانی طراحی شده و از فشنگ ۴۵×۵٫۵۶ میلی‌متری ناتو تغذیه می‌شود.